# Coreca
Coreca (v místním dialektu Coraca nebo Corica) je obec, která se nachází na jihu Itálie v provincii Cosenza, oblast Kalábrie. V roce 2014 zde žilo 650 obyvatel.

## Geografie, doprava
Obec se nachází na východním pobřeží Tyrhénského moře, sopečný ostrov Stromboli je 80 km na jihovýchod. Severně leží správní středisko Amantea. Na jihu těsně sousedí s městem Campora San Giovanni.
V něm je také necelé dva kilometry vzdálená nejbližší železniční stanice na pobřežní trati Salerno - Reggio di Calabria, tzv. Jižní tyrhénské dráhy (ferrovia Tirrenica Meridionale). 

## Památky a zajímavosti
V obci se nachází kostelík Panny Marie Andělské z let 1964-1965, jeskyně, které byly ve druhé světové válce útočištěm místních obyvatel a vojáků a několik jiných památek a monumentů. V okolí jsou pozůstatky strážních věží, postavených v polovině 16. století kvůli nájezdům berberských pirátů.
U severního okraje osady jsou u pobřeží turisticky atraktivní útesy Coreca, celkem 10 skal. Řada pláží plynule pokračuje až do turistického střediska Campora San Giovanni.

## Galerie

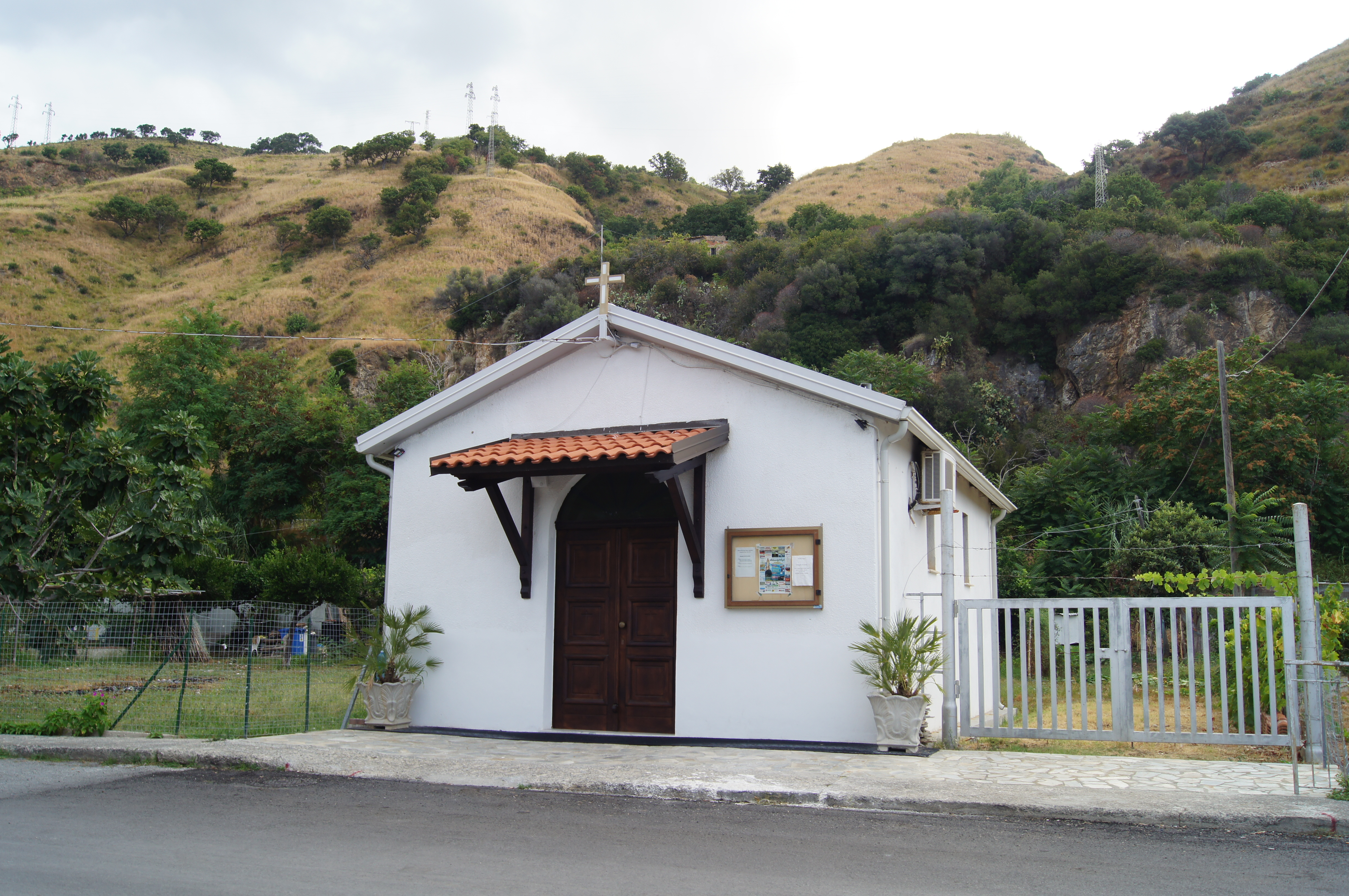
Kostel Panny Marie Andělské
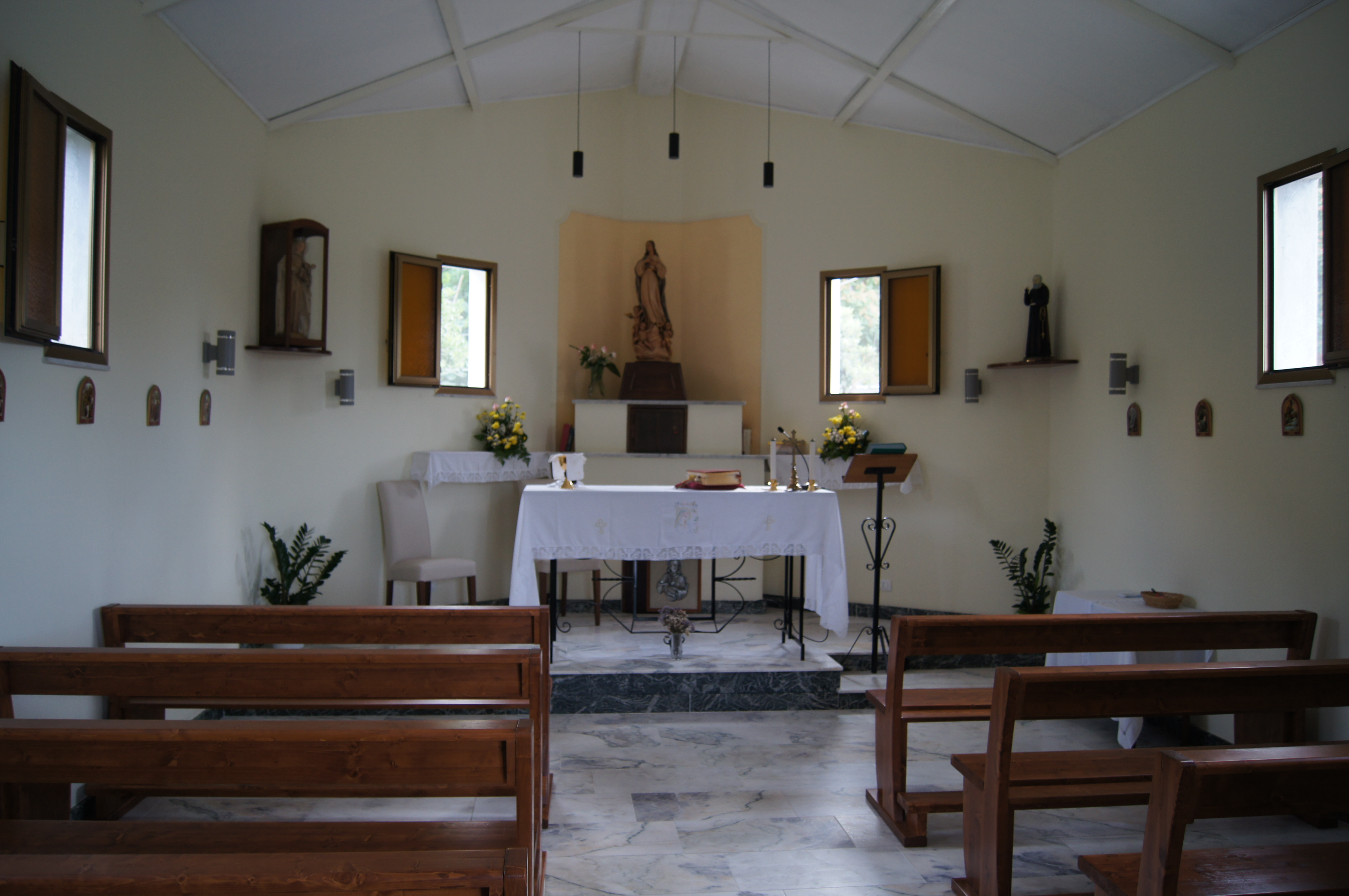
Interiér kostela
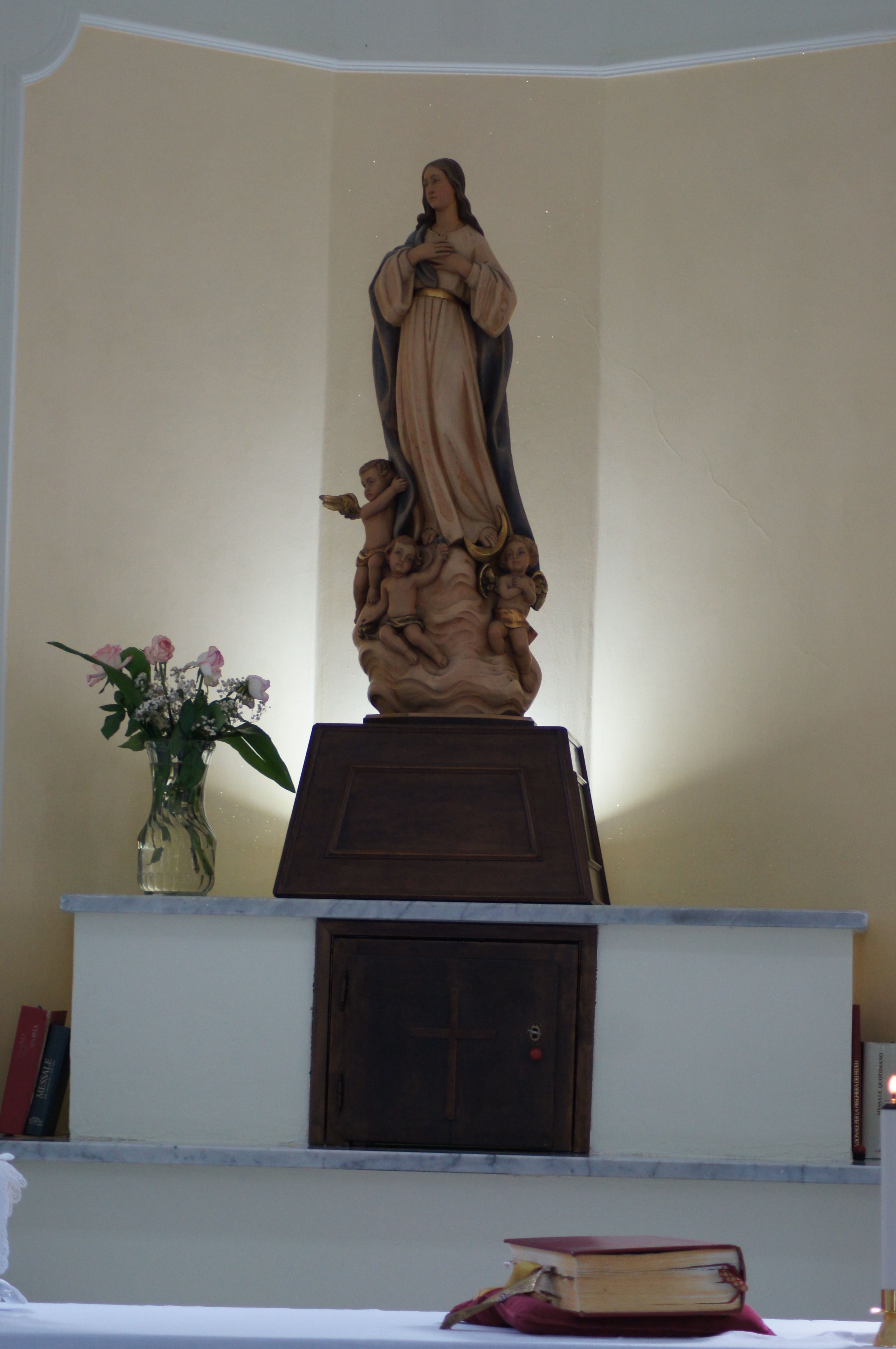
Socha Panny Marie Andělské
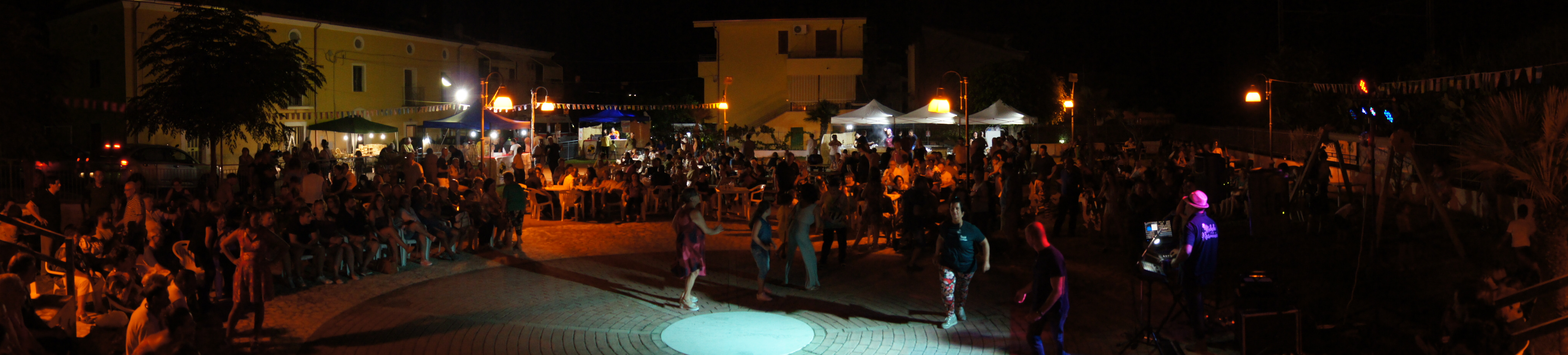
Coreca, náměstí v noci
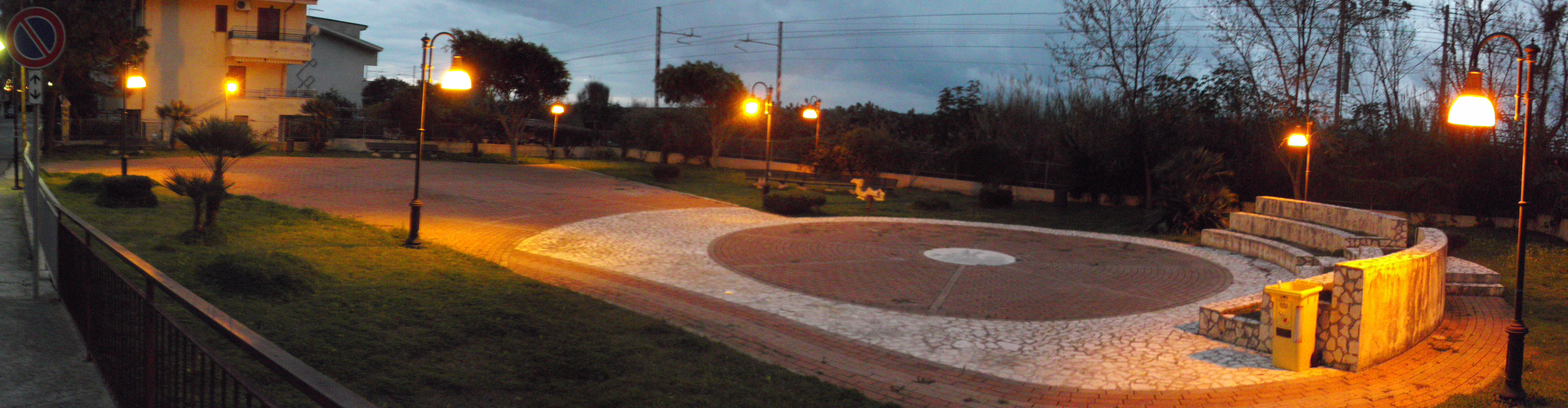
Coreca, náměstí večer
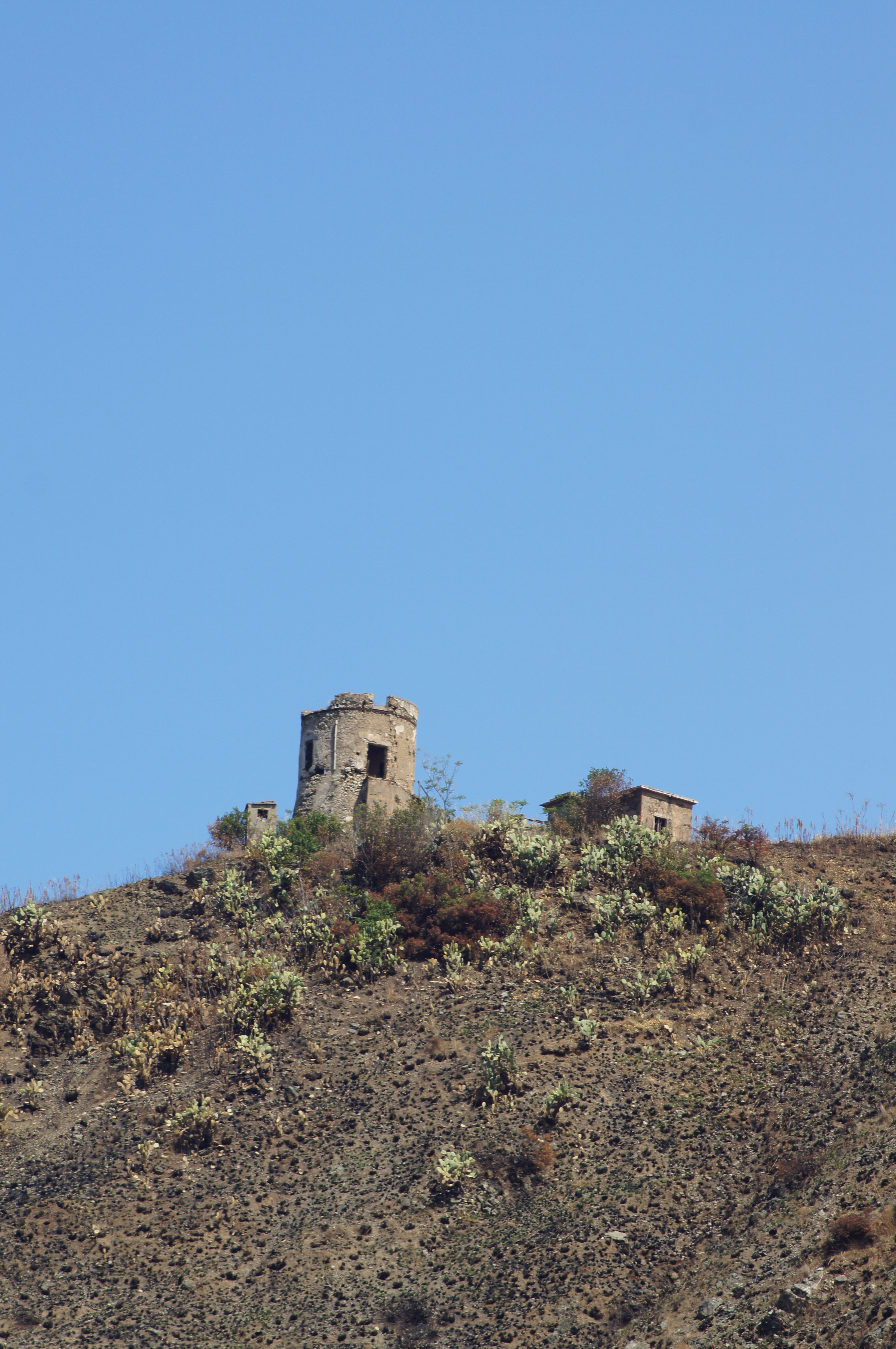
Věž "Turriella"
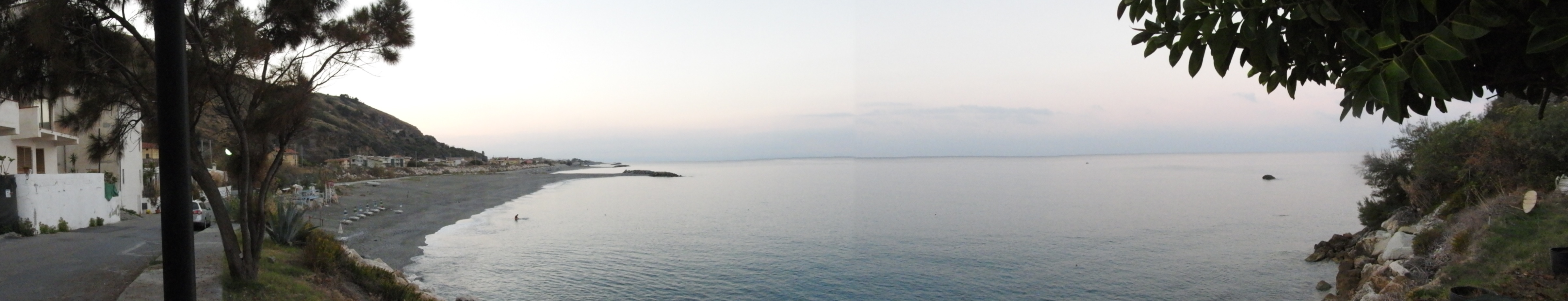
Coreca, zátoka
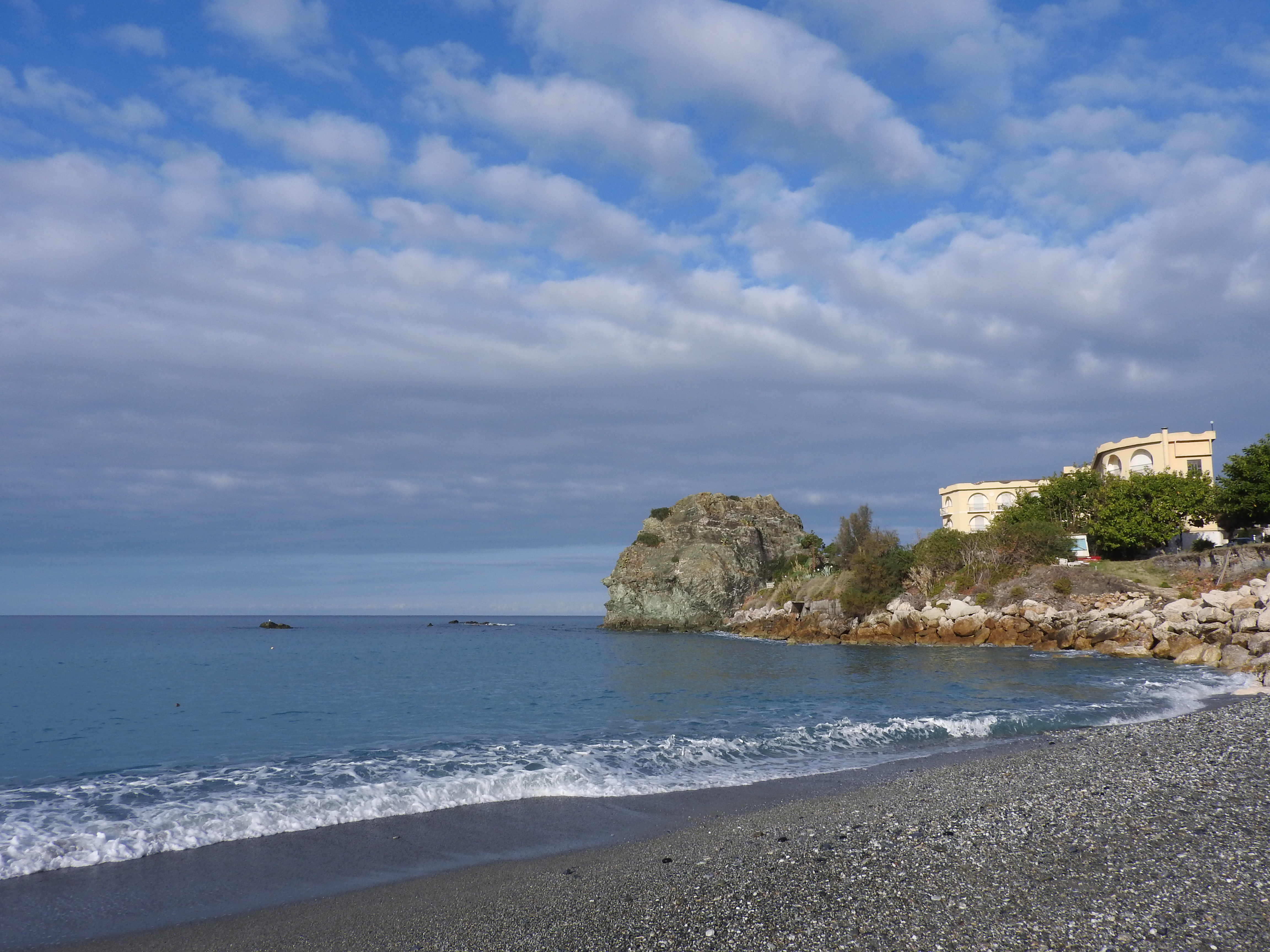
Pohled na pláž od La Scogliera
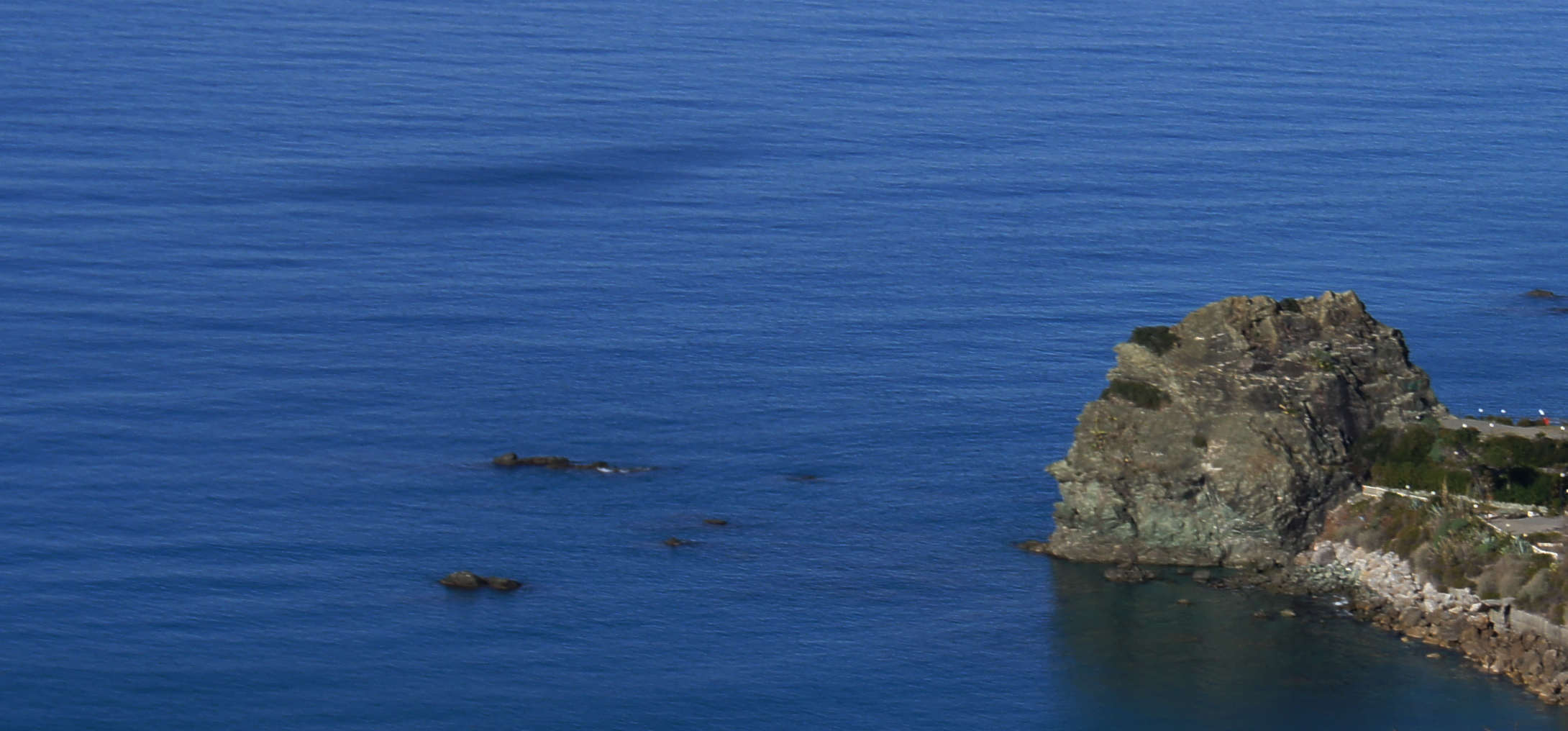
Útesy v Corece
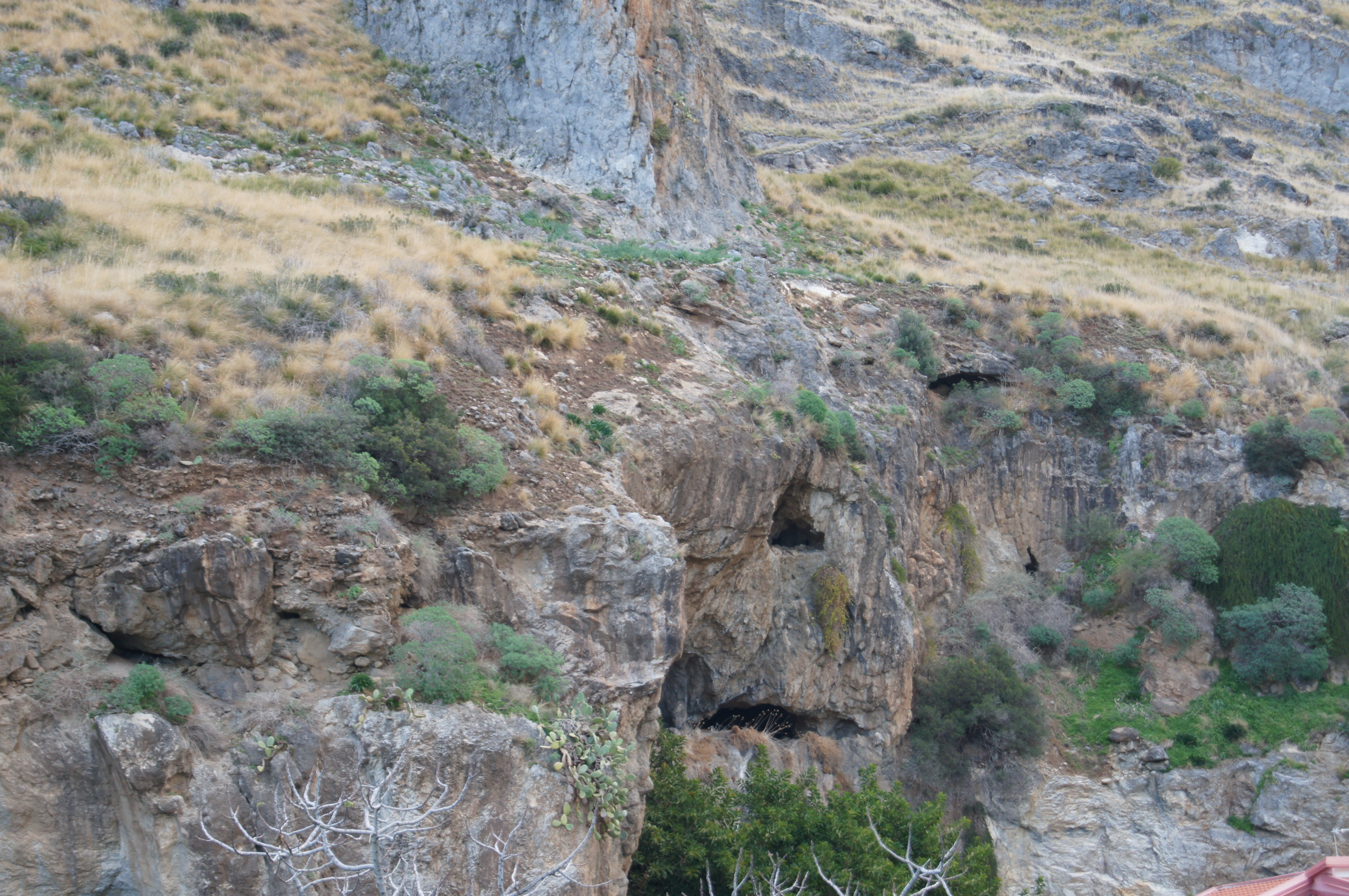
Coreca, jeskyně
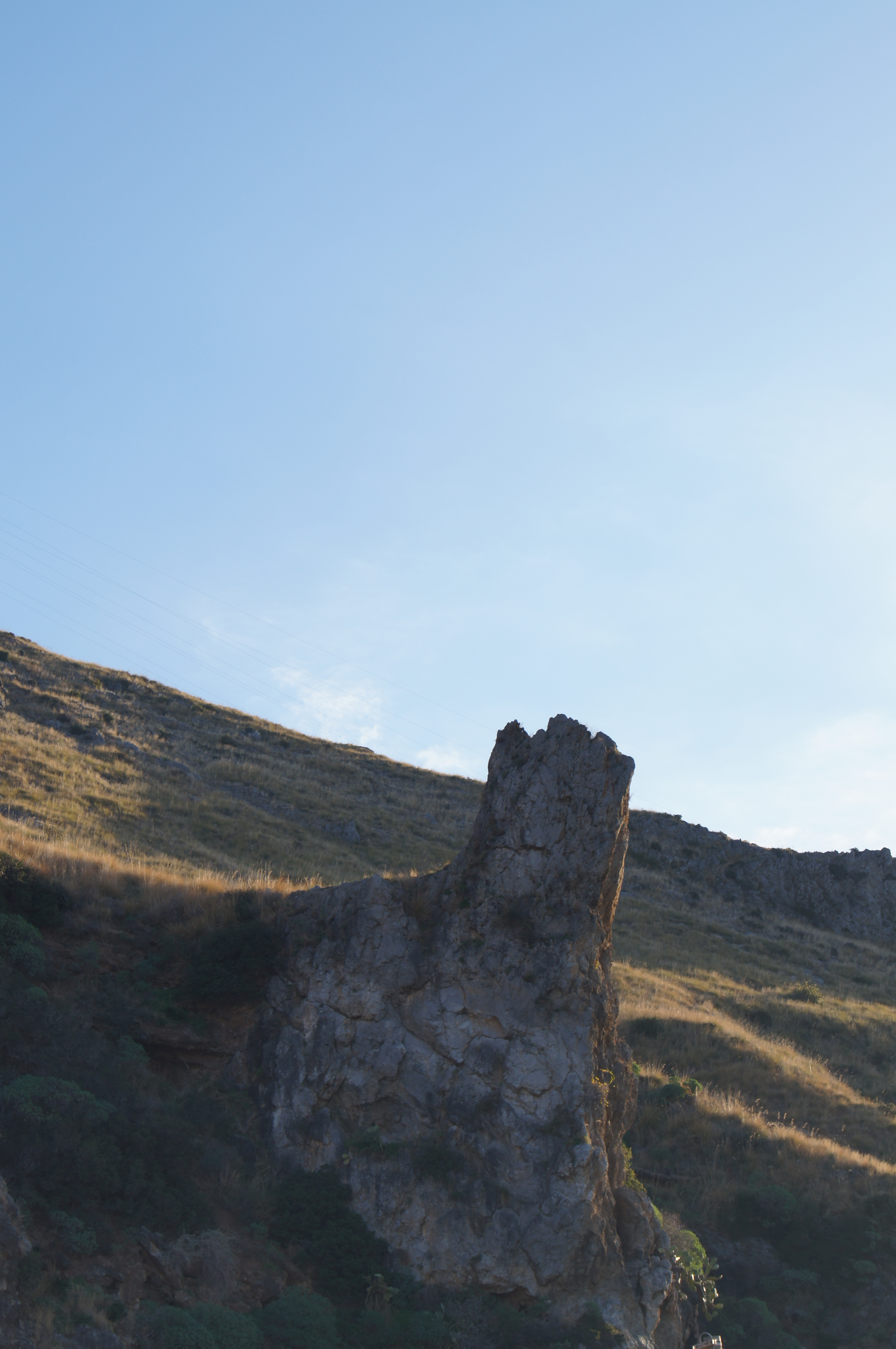
Salto da Zita (Nevěstin skok)